# Wittin
Wittin a Csillagok háborúja elképzelt univerzumának egyik szereplője.

## Leírása
Wittin a dzsava fajhoz tartozó férfi rabló, aki a galaktikus polgárháború alatt a Tatuinon élt és Jabba, a huttnak dolgozott. Y. u. 4-ben meghalt.
Ennek a sárga szemű dzsavának és a klánjának a legfőbb foglalkozása az utazók és a párafarmerek kifosztása volt, emiatt az egyik legveszélyesebb tatuininak tartották. Kalit törzsfőnök egyik legfőbb ellensége.

## Élete
Sok éven keresztül a rémület szállta meg a tatuiniakat, amikor meglátták közeledni Wittin hatalmas homokkúszóját. Wittin homokkúszóját megsemmisítették a birodalmi rohamosztagosok, akik C-3PO-t és R2-D2-t keresték. Jabba, a hutt felajánlotta Wittinnek, hogy vesz neki egy új homokkúszót, ha a dzsava megnyeri a hutt romboló versenyét.
Wittin beléegyezett, de maga helyett egy távirányító segítségével működtetett B1-es rohamdroidot küldött a versenybe. Ez a droid egy STAP-1 légisiklón ült. Ezt a járművet úgy alakította át, hogy valójában a droid nélkül is működhessen, ezenkívül ionos kétszer lövőt szerelt rá.
A verseny után a Drik Bandrik nevű rabszolgakereskedő meg akarta öletni Kitster Chanchani Banait. Wittinnel elhitette, hogy Kitster ellopott a dzsavától egy droidot. Haragjában Wittin ráküldött néhány dzsavát, de egy űrvándornak sikerült megölnie őket, mielőtt elérték volna Mos Espát.
Évekkel később Wittin ott volt Jabba palotájában, amikor Leia Organa és Luke Skywalker megpróbálták kiszabadítani Han Solót a karbonitból. Körülbelül ugyanebben az időben e gonosz dzsava és a hutt azt tervezték, hogy átveszik a hatalmat a szomszédos dzsava terület fölött.
Wittin is rajta van a Khetanna nevű vitorláshajón, amikor az ifjú Skywalkert odaviszik a sarlakkhoz, az úgynevezett Karkun-veremhez. Habár a Khetanna felrobbanásakor Wittin is meghal, terror öröksége megmaradt.

## Megjelenése a filmekben, videójátékokban
Ezt a dzsava rablót „A jedi visszatér” című filmben láthatjuk először.
A filmen kívül Wittin két videójátékban is szerepel, illetve meg van említve: a „Star Wars: Demolition” és a „Star Wars Galaxies: An Empire Divided” címűekben.

## Fordítás
- Ez a szócikk részben vagy egészben a Wittin című Wookieepedia-szócikk fordítása. Az eredeti cikk szerkesztőit annak laptörténete sorolja fel.